# Renegade (película)
Renegade (Renegado Jim en España y Trinity: El Renegado en Hispanoamérica) es una película Terence Hill, Robert Vaughn y Ross Hill. 

## Argumento
Renegado es un astuto vaquero del asfalto. Un día su amigo Moose, encarcelado injustamente, le pide que actúe como tutor de su descarado Matt, de 14 años. Renegado decide cumplir su deseo y parte así con el chico bribón hacia una granja idílica que Moose ganó en el póquer.
El viaje en sí no está exento de incidentes y, más tarde estando finalmente en Arizona, se enfrentan en un duro enfrentamiento con un especulador inmobiliario criminal. Una gran cantidad de roqueros ayudan a evitar que les robe sus tierras.

## Reparto
| Actor          | Personaje |
| -------------- | --------- |
| Terence Hill   | Luke      |
| Robert Vaughn  | Lawson    |
| Ross Hill      | Matt      |
| Norman Bowler  | Moose     |
| Donald Hodson  | Ely       |
| Beatrice Palme | Tallulah  |
| Lisa Ann Rubin | Melody    |
| Luisa Maneri   | Petula    |

## Producción
La colaboración entre padre e hijo surgió por casualidad. Al principio Ross no fue considerado para el papel de Matt. Sin embargo, después de leer el guion, él sugirió en broma a su padre Terence que podía interpretar el papel. Le gustó la idea y organizó de esa manera una audición. Ross fue convincente al respecto, lo que llevó a que le diesen el papel.
Una vez preparado todo se rodó la película en los lugares de Phoenix, Sedona, Lago Mormon y Flagstaff, localidades situadas en el estado estadounidense de Arizona.

## Recepción
Hoy en día la película ha sido valorada en portales cinematográficos. En IMDb, con aproximadamente 3400 votos registrados, el filme obtiene una media ponderada de 6,2 sobre 10. En cuanto a Rotten Tomatoes, los más de 250 votos registrados allí le dieron una valoración media de 2,4 de 5. También cabe destacar, que en La Vanguardia el 58 % de los usuarios registrados allí le dan una valoración positiva.